# 陆前白泽站
陆前白泽站（日语：／ Rikuzen-Shirasawa eki */?）位于仙台市青叶区上愛子字，是东日本旅客铁道（JR東日本）管辖的鐵路車站。

## 历史
1960年底以来，不仅是周围居民使用该车站，也有不少定义如来的参拜者使用。
- 1931年8月30日 - 车站投入运营。
- 1980年8月1日 - 停止办理货运业务。
- 1984年2月1日 - 停止办理行李托运业务。
- 1985年3月14日 - CTC使用，本站无人化。
- 1987年4月1日 - 国铁分割民营化后成为JR东日本车站。

## 车站结构

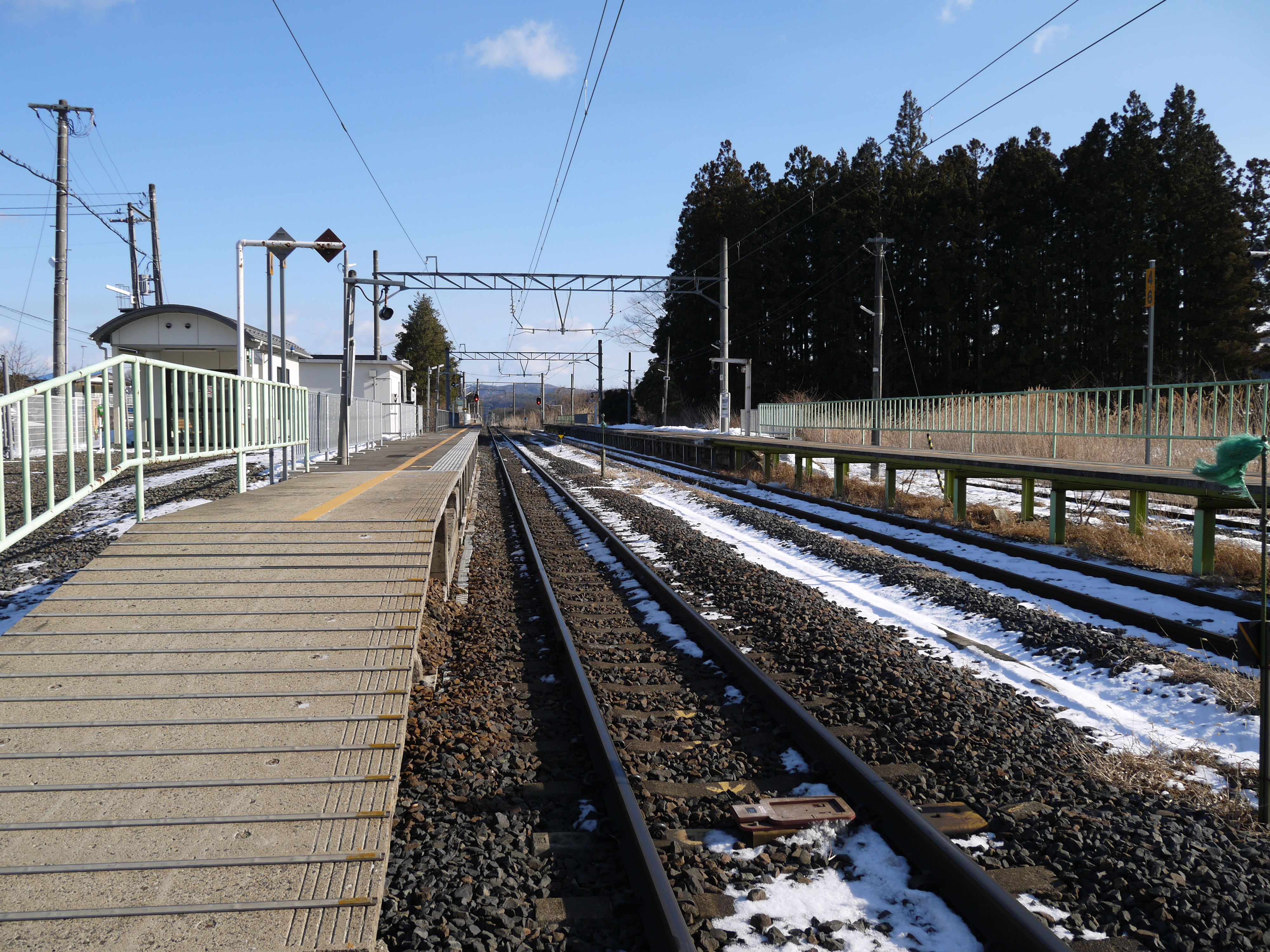
站内（2015年1月）。左侧为1站台。

侧式站台2台2线的地面车站。站台间通过道口连接。
爱子站管理的无人站。线路北侧设有简易站房，内设简易自动售票机。本站无Suica支持设备，无简易Suica闸机。
JR特定都区市内制度下，“仙台市内”站。

### 站台配置
| 站台 | 路线    | 方向 | 目的地         |
| ---- | ------- | ---- | -------------- |
| 1・2 | ■仙山线 | 上行 | 仙台方向       |
| 1・2 | ■仙山线 | 下行 | 作並、山形方向 |

## 相邻车站
東日本旅客铁道（JR東日本）
□快速
通过
■普通
爱子－陆前白泽－熊根